# Čenkovo
Čenkovo je naselje u općini Levanjska Varoš u Osječko-baranjskoj županiji.  

## Zemljopis
Čenkovo se nalazi sjeverno od ceste Đakovo - Pleternica. Susjedna su naselja Milinac na istoku, Dobrogošće na zapadu, Vlatkovac i Stari Zdenkovac na sjeveru, te Imrijevci na jugu.

## Stanovništvo
Prema svjedočenju izravnih sudionika, tokom Drugog svjetskog rata, srpsko je stanovništvo sela u cijelosti iseljeno i sprovedeno u logore Jasenovac i Stara Gradiška. Sličnu su sudbinu doživjela i obližnja sela Veliko Nabrđe, Paučje i Borovik. Prema podacima Spomen područja Jasenovac, utvrđen je identitet 234 osoba porijeklom iz Čenkova stradalih u ustaškim logorima.
| broj stanovnika | 185   | 234   | 213   | 257   | 263   | 379   | 329   | 413   | 161   | 174   | 136   | 75    | 21    | 9     | 2     |       | 1     |
|                 | 1857. | 1869. | 1880. | 1890. | 1900. | 1910. | 1921. | 1931. | 1948. | 1953. | 1961. | 1971. | 1981. | 1991. | 2001. | 2011. | 2021. |